# Pla Reber
El Pla Reber va ser un pla de finals de la dècada del 1940 per omplir parts de la badia de San Francisco. Va ser dissenyat i defensat per John Reber, un actor, productor teatral i professor d'escola.

## Projecte de la Badia de San Francisco
Segons el pla, que també es coneixia com el «Projecte de la badia de San Francisco», la desembocadura del riu Sacramento (des de la badia de Suisun) seria canalitzada per preses i alimentaria dos extensos llacs d'aigua dolça dins de la badia, proporcionant aigua potable i de reg als residents i agricultors de la zona de la badia. Les barreres donarien suport al trànsit ferroviari i per carretera, i crearien els dos llacs d'aigua dolça. Entre els llacs, Reber va proposar la recuperació de 81 km² de terreny que seria travessat per un canal d'aigua dolça. A l'oest del canal hi hauria aeroports, una base naval i un parell de rescloses de mida comparable a les del canal de Panamà. Les plantes industrials es desenvoluparien a l'est.

Fotografia de satèl·lit de la badia de San Francisco
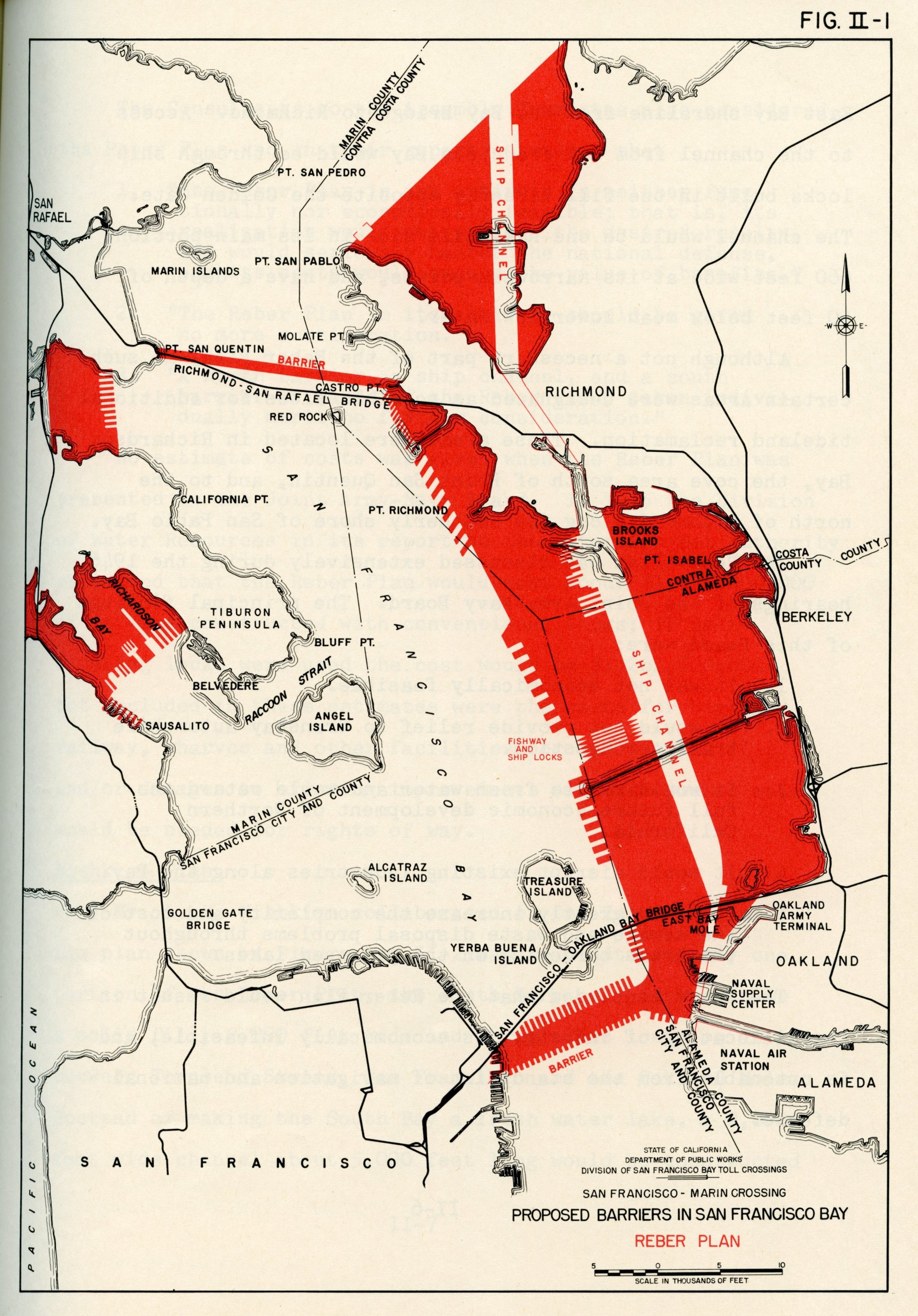
Barreres proposades a la badia de San Francisco

El San Francisco Chronicle va aprovar el concepte del pla d'un terraplé per substituir o complementar els pont de la badia de San Francisco, afirmant:
| « | Hi ha moltes dificultats per superar, igual que els ponts Bay i Golden Gate, però es poden superar amb l'aplicació del mateix tipus d'impuls i coneixements tècnics que van donar lloc als grans trams actuals. | » |

## Proves de viabilitat
El 1946, el Comitè del Comtat d'Alameda per a un segon encreuament de la badia i l'enginyer civil Glenn B. Woodruff van estimar que el pla costaria 2.500 milions de dòlars, més de 10 vegades l'estimació de Reber. Woodruff, que havia ajudat a dissenyar el pont de la badia de San Francisco-Oakland, va culpar a un malentès de la geologia de la badia per la gran discrepància.
El 1953 el Cos d'Enginyers de l'Exèrcit dels Estats Units d'Amèrica va recomanar un estudi més detallat del pla i finalment va construir un model hidràulic de l'àrea de la badia per provar-lo. Les barreres, que eren l'element essencial del pla, no van sobreviure a aquest estudi crític.

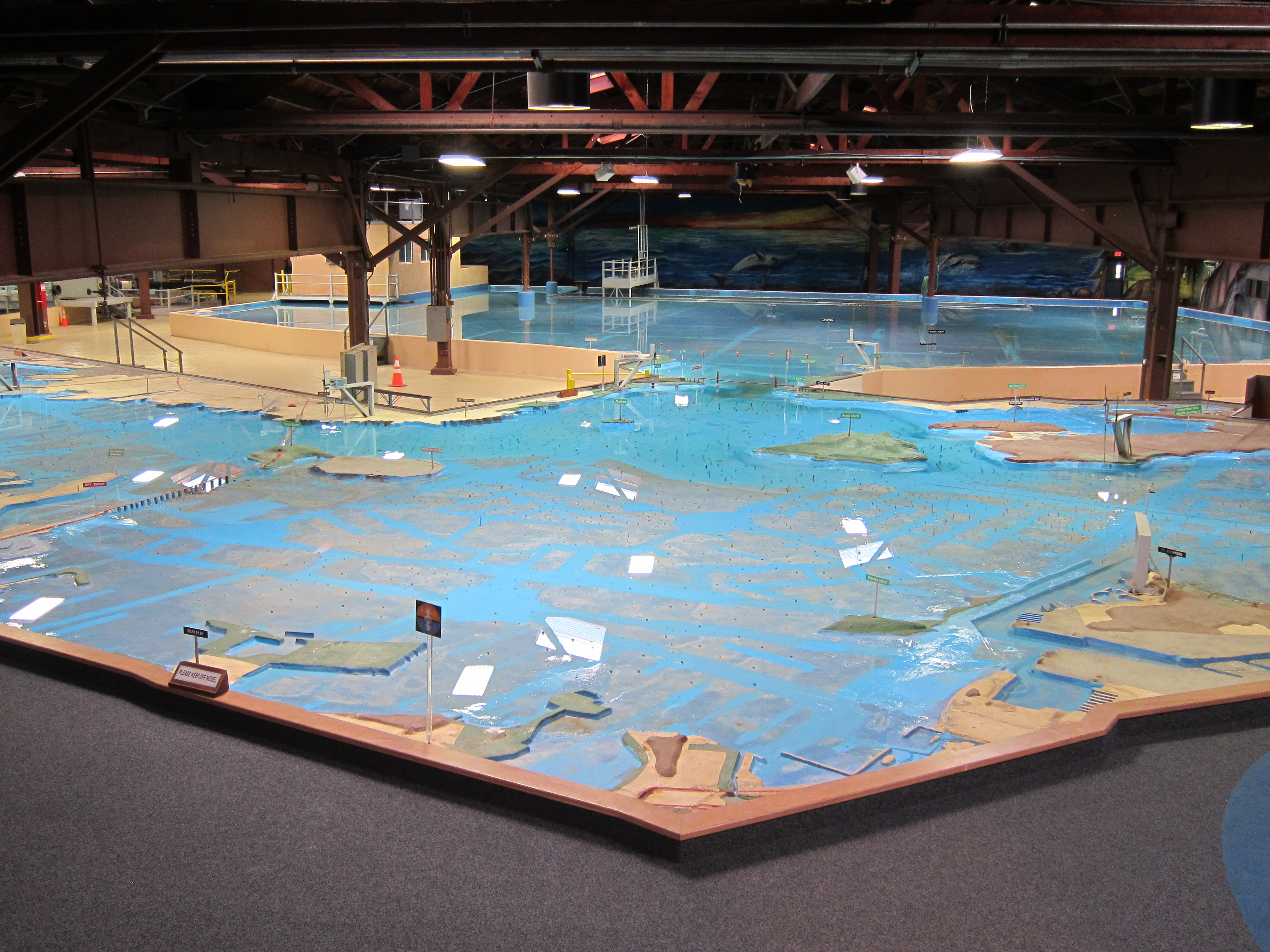
Vista del model de la badia de San Francisco del Cos d'Enginyers de l'Exèrcit dels Estats Units mirant a través de la badia de San Francisco cap al Golden Gate i l'oceà Pacífic

L'eliminació del Pla Reber a principis de la dècada del 1960 va ser una mostra, potser, del final d'una època de grandioses obres civils destinades a la reestructuració total del medi natural d'una regió i del naixement de l'era mediambiental.